# Remember Me
Remember Me er et amerikansk romantisk drama fra 2010, der er instrueret af Allen Coulter. I hovedrollerne ses Robert Pattinson og Emilie de Ravin. Desuden medvirker Pierce Brosnan.
Filmen havde premiere i USA 12. marts 2010 og i Danmark 18. april 2010.